# Шимков, Иван Фёдорович
Иван Федорович Шимков (1803 или 1804 год, село Михновка, Полтавская губерния — 23 августа 1836 года, слобода Батуринская Иркутской губернии) — прапорщик Саратовского пехотного полка, декабрист.

## Семья
Родился в селе Михновка Кобелякского уезда Полтавской губернии, в дворянской семье.
Отец — статский советник Фёдор Шимков. Воспитывался в Харьковском университете.

## Военная служба
7 июля 1820 года поступил на службу подпрапорщиком в Алексопольский пехотный полк. 20 мая 1824 года переведён в Саратовский пехотный полк в звании прапорщик.

## Декабрист
С 1825 года был членом Общества соединенных славян.
Арестован 14 февраля 1826 года по приказу от 5 февраля 1826 года. 21 февраля доставлен из Житомира в Санкт-Петербург на главную гауптвахту, 22 февраля переведен в Петропавловскую крепость.

## Каторга
Осужден по IV разряду 10 июля 1826 года. Приговорен к каторжным работам сроком на 12 лет. 22 августа 1826 года срок каторги сокращен до 8 лет. Отправлен из Петропавловской крепости в Сибирь 27 января 1827 года.
Прибыл в Читинский острог 17 марта 1827 года. Переведён в Петровский завод в сентябре 1830 года.

## Ссылка
По завершении срока каторги обращен на поселение в Батуринскую слободу Верхнеудинского округа Иркутской губернии (в настоящее время село Батурино, Прибайкальский район, Бурятия).
Выехал из Петровского завода к месту ссылки 25 января 1833 года. В 1834 году просил о переводе в Минусинск. Жил в бедности. Получал материальную помощь от декабристов. Занимался литературной деятельностью, переводил с иностранных языков. Публикация его трудов была запрещена.
В 1836 году просил о разрешении вступить в брак с Феклой Дементьевной Батуриной. Брак не состоялся из-за смерти Шимкова.
Умер в Батуринской слободе. Похоронен на кладбище у Сретенской церкви села Батурино. По преданию, памятную плиту на его могилу привезла княжна М. Н. Волконская.